# Distretto di Dhubri
Il distretto di Dhubri è un distretto dello stato dell'Assam, in India. Il suo capoluogo è Dhubri.